# Sandvik Coromant
Sandvik Coromant Parte do grupo de engenharia industrial global Sandvik, a Sandvik Coromant está na vanguarda no que se refere a ferramentas para manufatura, soluções de usinagem e conhecimento que impulsionam o desenvolvimento de padrões e inovações exigidos pela indústria metalmecânica, tanto hoje quanto para a próxima era industrial. Suporte educacional, amplo investimento em P&D e sólidas parcerias com os clientes garantem o desenvolvimento de tecnologias de usinagem que mudam, lideram e direcionam o futuro da manufatura. A Sandvik Coromant possui mais de 3.100 patentes em todo o mundo, emprega mais de 7.900 colaboradores e está representada em 150 países..